# Protopolybia rotundata
Protopolybia rotundata är en getingart som beskrevs av Adolpho Ducke 1910. Protopolybia rotundata ingår i släktet Protopolybia och familjen getingar. Inga underarter finns listade i Catalogue of Life.